# Oleksiy Lukashevych
Oleksiy Lukashevych (en ukrainien : Олексій Лукашевич, transcription française : Oleksiï Loukachevytch), né le 11 janvier 1977 à Dnipropetrovsk (RSS d'Ukraine, en Union soviétique), est un athlète ukrainien, spécialiste du saut en longueur.
Il est entraîné par Anatoliy Ornandzhy.

## Palmarès

### Jeux olympiques
- Jeux olympiques de 2000 à Sydney ( Australie)
  - 4e au saut en longueur

### Championnats du monde d'athlétisme
- Championnats du monde d'athlétisme de 2001 à Edmonton ( Canada)
  - 6e au saut en longueur

### Championnats d'Europe d'athlétisme
- Championnats d'Europe d'athlétisme de 2002 à Munich ( Allemagne)
  -  Médaille d'or au saut en longueur
- Championnats d'Europe d'athlétisme de 2006 à Göteborg ( Suède)
  -  Médaille de bronze au saut en longueur

### Championnats d'Europe d'athlétisme en salle
- Championnats d'Europe d'athlétisme en salle de 2002 à Vienne ( Autriche)
  - 4e au saut en longueur